# دختر پای چرخ خیاطی
دختر پای چرخ خیاطی یک نقاشی رنگ روغن روی بوم اثر نقاش اهل ایالات متحده آمریکا ادوارد هاپر است که در سال ۱۹۲۱ کشیده شده‌است و همکنون در موزه تیسن-بورنمیسا واقع در مادرید، اسپانیا است. این نقاشی یک دختر جوان را نشان می‌دهد که در یک روز زیبای آفتابی  در حالی که رو به پنچره است در پشت چرخ خیاطی نشسته‌است. از آنجایی که آجرهای خانه کشیده شده بیرون از پنجره زرد رنگ هستند به نظر می‌رسد مکان کشیده شده در شهر نیویورک باشد.اگرچه دید بیرونی در نقاشی وجود دارد اما فقط به نمایاندن فعالیت داخلی کمک می‌کند.دختر پای چرخ خیاطی یکی از «نقاشیهای پنجره‌ها» ی ادوارد هاپر است. گفته می‌شود تصمیم مکرر هاپر برای قرار دادن یک زن جوان در برابر چرخ خیاطیش، تفسیر او دربارهٔ تنهایی است.این نقاشی الهام بخش شعر مری لیدر به همین نام (دختر پای چرخ خیاطی) است.